# Teresa Fàbregas Ponsoda
Teresa Fàbregas Ponsoda (Reus, 1910 - 28 d'octubre de 2008) va ser una feminista i política reusenca. Era la més gran de tres germans. La seva mare va morir quan ella tenia set anys.
El seu pare era fabricant i comerciant de vi, militant d'Acció Catalana, i l'any 1924 es va tornar a casar amb una dona d'El Catllar. Després de l'escola primària Teresa Fàbregas va cursar estudis de comerç que organitzava el Centre de Lectura. Afiliada al Foment Nacionalista Republicà, partit que més endavant formaria part d'Esquerra Republicana, va crear un grup feminista dins del partit que es reunia periòdicament. Una de les seve campanyes anava dirigida a aconseguir el dret de vot per les dones. A partir del mes de juny de 1930, amb vint anys, publicava assíduament articles d'opinió al portaveu d'aquest partit, el setmanari, i després diari, Foment. Signava els escrits amb el nom de «Maria Aseret» (Maria Teresa escrit al revés). A mitjans de l'any 1931 es va posar a festejar amb el metge Antoni Escolà Gibert, i els seus articles al diari van ser més escadussers. Va ser de les primeres dones amb carnet de conduir. Fàbregas va deixar de col·laborar al diari quan es va casar l'any 1934. Explicava ella mateixa que tenia una amiga molt catalanista, la Maria Totosaus, germana de Pere Totosaus. De tant en tant enviava articles a Foment tot i que assegura que «festejava i tenia altres coses al cap». Donada la periodicitat i la temàtica informal dels seus temes, Fàbregas explica que es repartien les col·laboracions amb la seva amiga, que firmava amb el nom de «Rosa».
Feien una columna al diari que portava el nom de 'Fèmina', on apareixien amb freqüència temes relacionats amb la moda, però les dues noies plantejaven sovint temes on incitaven a les dones a practicar l'esport, especialment natació o tennis. També parlaven de cultura i art, per exemple de l'obra de la pintora Magda Folch que va rebre un dinar d'homenatge i plantejaven la necessitat de viatjar. Amb la proclamació de la Segona República, la columna de Maria Aseret del 18 d’abril de 1931 fa una crida abrandada: «Ciutadanes! Cridem ben alt: Visca la República Catalana i el seu President Macià!, però que no siguin solament els llavis sinó també el cor el que dongui aquest crit» No qüestionaven però el paper tradicional de les dones, explicaven activitats quotidianes, parlaven de l'estiu, quan la gent anava a la platja o a les masies. En algunes ocasions, les autores de 'Fèmina' feien referència a determinats temes demanats per les lectores, com ara consells amorosos.
A l'inici de la guerra civil Teresa Fàbregas era a Reus, però quan van mobilitzar el seu marit i el van enviar a Belchite, ella, que tenia un germà policia a Olot, va marxar cap aquella població amb la seva filla Teresa i el segon fill, nascuts a Reus el 1935 i 1937. A Olot va néixer el seu tercer fill l'any 1938.
A la postguerra va tornar a Reus on va poder mantenir un nivell de vida benestant, i on el seu marit va treballar de metge de família. Sense oblidar les seves activitats socials, va ser una de les primeres militants a Reus de Convergència Democràtica, partit pel que es va presentar diverses vegades a les llistes electorals municipals. L'any 1991, el Centre d'Amics de Reus la va declarar 'La més amiga de Reus', un guardó anual que l'entitat concedeix a reusencs i reusenques que s'han distingit pel seu treball per la ciutat. El 2014 la ciutat de Reus li va dedicar un carrer.